# Ułani, ułani, chłopcy malowani
Ułani, ułani, chłopcy malowani – polski film komediowy z 1932 roku.
Zdjęcia wojskowe przy udziale 1 Pułku Szwoleżerów. Film został w 1938 roku powtórnie wprowadzony na ekrany, ale zdjęty z nich przez cenzurę pod zarzutem ośmieszania armii polskiej.

## Główne role
- Kazimierz Krukowski (Lopek),
- Adolf Dymsza (Felek),
- Zula Pogorzelska (Helka),
- Mieczysław Frenkiel (burmistrz miasta Grajdołek),
- Maria Chaveau (burmistrzowa),
- Władysław Lenczewski (pułkownik dowódca ułanów),
- Tadeusz Wesołowski (adiutant porucznik),
- Władysław Walter (wachmistrz),
- Czesław Skonieczny (rzeźnik),
- Ryszard Misiewicz (Kogutek, sekretarz magistratu),
- Stefania Betcherowa (żona rzeźnika),